# 井上和雄 (浮世絵研究者)
井上 和雄（いのうえ かずお、（1889年<明治22年>6月19日 - 1946年<昭和21年>6月20日）は、日本の浮世絵研究者である。

## 来歴
鹿児島県に生まれる。1900年（明治33年）から1911年（明治44年）まで古書店山田聖華房に勤め、1911年に宮武外骨の大阪雅俗文庫にて編集委員を務める。1913年（大正2年）から1914年（大正3年）には京都府立図書館の出納係及び監視を務める。1916年（大正5年）から1918年（大正7年）まで酒井好古堂にて雑誌『浮世絵』の編集委員を務めた。その後、1921年（大正10年）には日本浮世絵協会において理事として機関誌『浮世絵之研究』の編集及び発行人を1926年（大正15年）まで務めたほか、1928年（昭和3年）には福永書店で雑誌『浮世絵』の編集兼発行人と『浮世絵新聞』の編集を務めた。その間、1924年（大正13年）には吉野作造らの明治文化研究会に参加、その会誌『新旧時代』の編集発行兼印刷者を1926年から1927年にかけて務め、1928年（昭和3年）編集同人となった。1929年（昭和4年）芸艸堂から創刊の『浮世絵志』の編集同人となった後、1932年（昭和7年）には『浮世絵譚界』の編集兼発行人となった。

## 著書

### 単著・共著
- 『宝船考』昭森社、1936年。
- 『書物三見』書物展望社、1939年。
  - 『増補 書物三見』青裳堂書店〈日本書誌学大系4〉、1978年。
- 『写楽』アトリヱ社〈東洋美術文庫 第41巻〉、1940年。

### 編著・編集・解説
- 『慶長以来書賈集覧』彙文堂書店、1916年。
  - 『慶長以来書賈集覧 : 書籍商名鑑 増訂版 坂本宗子増訂』高尾書店、1970年。
  - 『慶長以来書賈集覧』言論社、1978年。
- 『宝舟集 〔第1〕』伊勢辰商店、1919年。
- 『宝舟集 第2篇 初篇,2篇』伊勢辰商店、1919年。
- 『宝舟集 〔第2〕』伊勢辰商店、1922年。
- 『宝舟集 : 第2篇 苐二』伊勢辰商店、1922年。
- 『浮世絵師伝』（井上和雄 編、渡辺庄三郎 校）渡辺版画店、1931年。
- 『浮世絵標準画集 第8巻 (歌麿)』高見沢木版社、1932年。
- 『浮世絵標準画集 第9巻 (写楽)』高見沢木版社、1932年。
- 『浮世絵標準画集 第10巻 (北斎)』高見沢木版社、1932年。
- 井上和雄 解説, 浮世絵芸術社 編『浮世絵概観』大鳳閣書房、1933年。